# 尾髙煌之助
尾髙 煌之助（おだか こうのすけ、1935年〈昭和10年〉12月15日 - ）は、日本の経済学者。専門は労働経済学。一橋大学・法政大学名誉教授。紫綬褒章受章。日経・経済図書文化賞、労働関係図書優秀賞受賞。

## 略歴
1935年、尾高次郎の五男である尾高邦雄の子として東京府東京市（現東京都千代田区）生まれた。一橋の設立に携わった渋沢栄一は曽祖父。母・京子は和辻哲郎の長女である。成蹊高等学校理系を経て、1年間の浪人生活を経て、慶應義塾大学経済学部に補欠で合格。大学では、藤林敬三ゼミで学んだ。カリフォルニア大学バークレー校大学院に留学し、1964年に修士課程を修了、1967年に経済学博士号を取得。
米国滞在時に、共同研究のためUCバークレーを訪れていた大川一司一橋大学経済研究所教授の知遇を得る。1965年、都留重人所長から誘われ一橋大学経済研究所助手に就任。大川や石川滋、梅村又次、篠原三代平から影響を受け、日本経済の数量分析に従事。1967年に講師、1970年に助教授、1978年に教授に昇進した。1980年、国際交流基金のプログラムでフィリピン大学経済学院において日本経済担当客員教授を務めた。経済研究所長、1999年に一橋大学を定年退官し、名誉教授となった。その後は、法政大学経済学部教授・同比較経済研究所長となった。2006年、法政大学を退任し、名誉教授、経済産業研究所編纂主幹となった。2018年には、一橋大学経済研究所特任教員／客員教員。

## 受賞・栄典
- 1993年：『職人の世界・工場の世界』で日経・経済図書文化賞、労働関係図書優秀賞受賞[3]。2001年紫綬褒章受勲[3]。
- 2011年：瑞宝中綬章受章[3]。

## 著書
- 労働市場分析 二重構造の日本的展開（岩波書店、1984年）
- 企業内教育の時代（岩波書店 一橋大学経済研究叢書、1993年）
- 職人の世界・工場の世界（リブロポート 社会科学の冒険、1993年／NTT出版 ネットワークの社会科学、2000年）
- The Evolution of Social Policy in Japan World Bank Insititute、c2002.
- The Economic History of Japan, 1600-1990. Oxford University Press、2003-
- 通商産業政策史 1980-2000 1 総論（経済産業調査会、2013年）

### 共編著
- 賃金変動 数量的接近（南亮進共著 岩波書店 一橋大学経済研究叢書、1972年）
- 幕末・明治の日本経済（山本有造共編 日本経済新聞社 数量経済史論集、1988年）
- アジアの熟練 開発と人材育成（編 アジア経済研究所 経済協力シリーズ、1989年）
- 日本経済史 6 二重構造（中村隆英共編 岩波書店、1989年）
- Markets and Government : in Search of Better Coordination 寺西重郎共編 丸善、c1998.Economic research series
- Small Firms, Large Concerns : the Development of Small Business in Comparative Perspective /沢井実共編 Oxford University Press、c1999.Fuji conference series
- デジタル化時代の組織革新 企業・職場の変容を検証する（都留康共編 有斐閣、2001年）
- 近現代アジア比較数量経済分析（法政大学比較経済研究所共編 法政大学出版局 比較経済研究所研究シリーズ、2004年）
- Small and Medium Scale Industry in India and the Model of Japan 清川雪彦共編 Allied Publishers、c2008.
- イノヴェーションの創出 ものづくりを支える人材と組織（松島茂、連合総合生活開発研究所共編 有斐閣、2010年）
- 回想の都留重人 資本主義、社会主義、そして環境（西沢保共編 勁草書房、2010年）
- ミャンマー経済の新しい光（三重野文晴共編著 勁草書房、2012年）
- 幻の産業政策機振法 実証分析とオーラル・ヒストリーによる解明（松島茂共編著 日本経済新聞出版社、2013年）

## 参考
- 現代日本人名録（2002年）
- 尾高煌之助教授 経歴・著編書目録（解析的経済史への招待―尾高煌之助教授退職記念論文集）（経済志林、2006年3月）